# Хасан-хан Шамлы
Хасан-хан Шамлы (азерб. Həsən xan Şamlı; ум. 1641, Герат, Гератское бейлярбейство, Сефевидское государство) — военный и политический деятель Сефевидского государства, губернатор Герата, поэт и каллиграф.

## Биография
Хасан-хан происходил из кызылбашского племени шамлы и был сыном Хусейн-хана II. Он унаследовал от отца два поста: губернатора и бейлярбея Хорасана. Хасан-хан был ярчайшим представителем знаменитого рода Абдили. Будучи воином, управленцем, поэтом и каллиграфом, Хасан-хан хорошо разбирался и в науке мира, и в науке управления, и в науке войны. Согласно Тахиру Насрабади, его диван состоял из трёх тысяч стихов. Он был щедрым покровителем культуры и учёности. Видными поэтами, процветавшими при его дворе, были Мирза Малик Машриги, Мирза Фасихи и Мирза Уджи. Тахир Насрабади упоминает о нескольких других мелких поэтах и учёных, живших при дворе. Считается, что в каллиграфии он следовал стилю знаменитого Мир Имада Казвини. Под покровительством и руководством Хасан-хана древний город Герат вновь расцвёл в качестве центра искусства и культуры. Хасан-хан был также превосходным управленцем. Сильной стороной в качестве управленца были его дипломатические навыки. По этой причине, в то время ряд других вельмож впали в немилость и, как следствие, были вынуждены бежать из страны или были казнены, Хасан-хан сумел сохранить благосклонность шаха Сефи — человека с тяжёлым и вспыльчивым характером. Он также сумел поддерживать некое подобие дружеских отношений с несколькими могольскими вельможами даже тогда, когда отношения между Сефевидами и Моголами находились на низшей точке после захвата последними Кандагара в 1638 года. Однако Хасан-хан не мог делать это без инструкций от исфаханского двора.
В вопросе даты смерти Хасан-хана существует значительное расхождение. В «Лисан уль-мульк» Хидаятулла называет датой его смерти 1615 год, в то время Мухаммед Гудратулла и Азар пишут, что он был жив в правление шаха Аббаса II и шаха Сулеймана Сефеви и называют датой его смерти 1689 год. Мехди Баяни также пишет, что Хасан-стал бейлярбеем Хорасана в правление шаха Аббаса II и занимал эту должность и в правление шаха Сулеймана и что, хан был жив как минимум до 1666—1667 годов. Но Хасан-хан стал бейлярбеем Хорасана в правление шаха Аббаса I и скончался в правление шаха Сефи. «Зейл-и арам-ара» помещает его смерть на февраль 1642 года. Однако даты в этой работы ошибочны на год. Учитывая этот факт Ризауль Ислам указывает датой смерти Хасан-хана соответствует 11 марта 1641 года. Велигулу Шамлы в работе «Гисас уль-хагани» также в качестве даты события называет 1641 год.